# Prêtre-choachyte
Un choachyte est un prêtre égyptien chargé du culte funéraire. Il est l'ordonnateur des cérémonies du départ du défunt vers sa dernière demeure, et chargé également des offrandes.

## Description
Les choachytes se distinguent des simples prêtres en ce qu'ils n'étaient pas chargés du service funéraire d'un seul individu, mais d'une famille tout entière. Cette caractéristique fait du choachyte le véritable chef de famille, supérieur à la fois au mari et à la femme.

## Historique
Les Grecs d'Égypte, à partir de l'époque des Ptolémée, avaient adapté les coutumes funéraires égyptiennes, et possédaient ainsi leur propre choachyte.
Les documents grecs et démotiques rédigés par les choachytes sont aujourd'hui une source précieuse d'informations sur le fonctionnement des rites funéraires égyptiens ainsi que sur le statut social des personnes momifiées,